# River's Risin'
«River's Risin'» es una canción interpretada por la banda estadounidense The Edgar Winter Group. Fue publicado en mayo de 1974 como la décima canción de su álbum Shock Treatment. Más tarde, «River's Risin'» fue editada y publicada en junio de 1974 como el sencillo principal del álbum.

## Recepción de la crítica
Un escritor no especificado de Billboard describió «River's Risin'» como “el mayor esfuerzo comercial de Winter en algún tiempo, con una buena voz veraniega con estribillos pegadizos, instrumentales dinámicos y la buena producción habitual de Rick Derringer”. Un escritor no especificado de la revista Cash Box calificó «River's Risin'» como “un roquero febril con toda la electricidad necesaria para ganar puntos en las discotecas”. Un escritor no especificado de Record World le otorgó el certificado de “Hit of the Week”, y lo calificó como “un rock armonioso de un tipo más ligero que sus éxitos pasados, casi McCartneyesco en la técnica de producción”.

## Lista de canciones
7-inch single – Epic 5-11143
1. «River's Risin'» (Dan Hartman) – 2:52
2. «Animal» (Edgar Winter) – 4:53

## Créditos y personal
Créditos adaptados desde las notas de álbum de Shock Treatment.
The Edgar Winter Group
- Edgar Winter – clavinet, Mellotron, piano, coros
- Rick Derringer – guitarra líder y rítmica, slide guitar, coros
- Dan Hartman – voz principal y coros, guitarra acústica, bajo eléctrico
- Chuck Ruff – batería

Personal técnico
- Rick Derringer – productor
- Shelly Yakus – ingeniero de audio
- Jimmy Iovine – ingeniero asistente
- Lee Yates – ingeniero asistente
- Lou Schlossberg – ingeniero asistente

## Posicionamiento
| Gráfica (1974)                            | Pico de posición |
| ----------------------------------------- | ---------------- |
| Canadá (RPM Top Singles)                  | 58               |
| Estados Unidos (Billboard Hot 100)        | 33               |
| Estados Unidos (Cash Box Top 100 Singles) | 53               |